# Sophie Amalie Bardenfleth (dekanesse)
 Der er flere personer med dette navn, se Sophie Amalie Bardenfleth (1704-1760).
Sophie Amalie Bardenfleth, født rigsgrevinde (komtesse) von Schmettau (4. november 1810 i København – 26. april 1893 i Stubberup) var dekanesse i Vallø Stift. Gift med C.E. Bardenfleth.